# نیم‌رسانای مرکب
نیم‌رسانای مرکب (به انگلیسی: Compound semiconducto) نیم‌رسانا‌یی است که عنصرهای تشکیل‌دهنده آن از دو یا چند گروه‌های مختلف جدول تناوبی هستند.
روش‌های گوناگون برآرایی برای ساخت این گونه نیم‌رساناها بکار می‌رود.